# Colias chrysotheme
Colias chrysotheme é uma pequena borboleta, pertencente à família Pieridae. Ema vive em floridos prados e florestas esparsas, em altitudes abaixo de 2.000 m. A fêmea é branca, com um tom de amarelo para verde. O macho é de cor amarela pálida na asa superior, e as arestas são pretas ou cinza escuro com uma franja avermelhada.

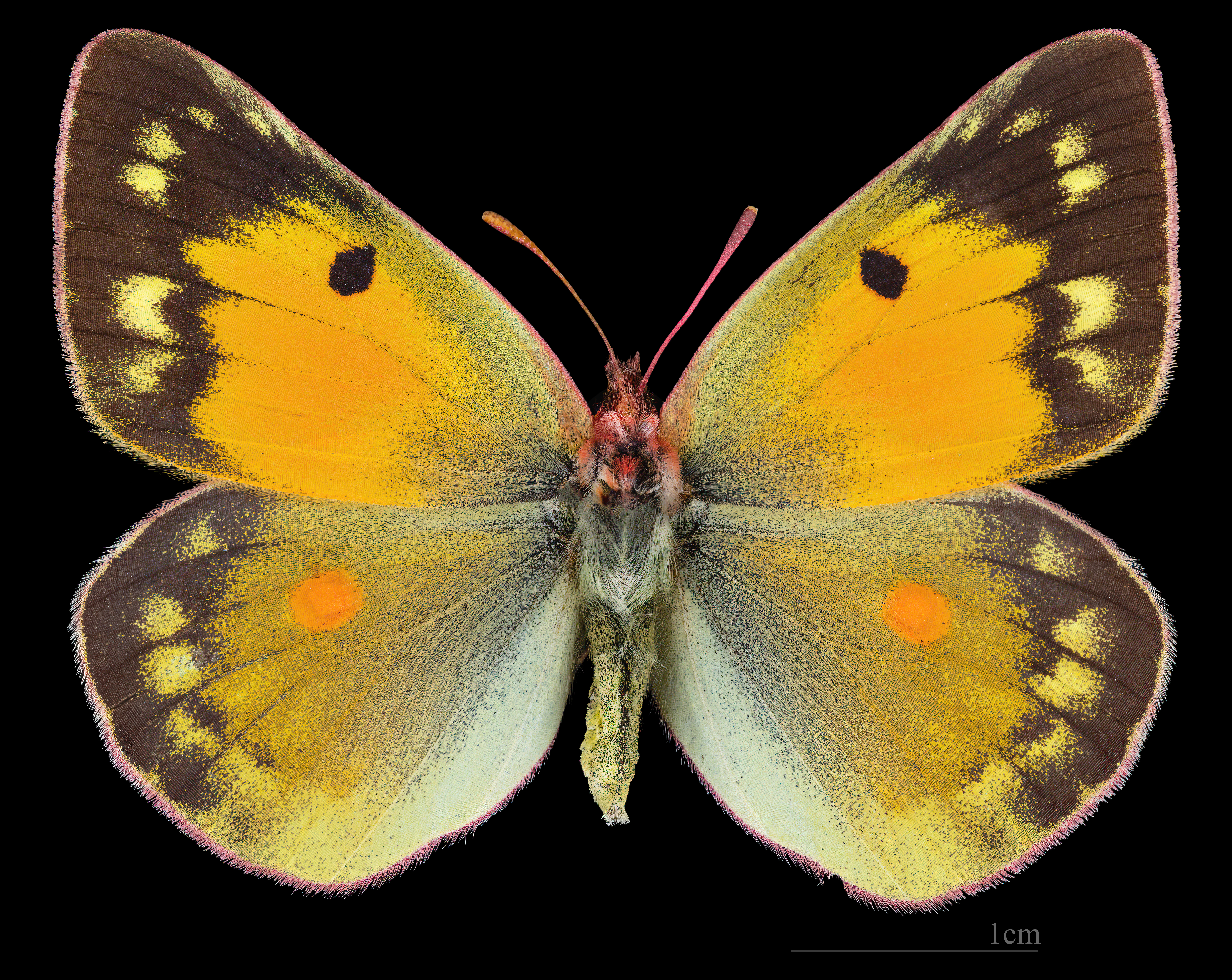
Colias chrysotheme ♀
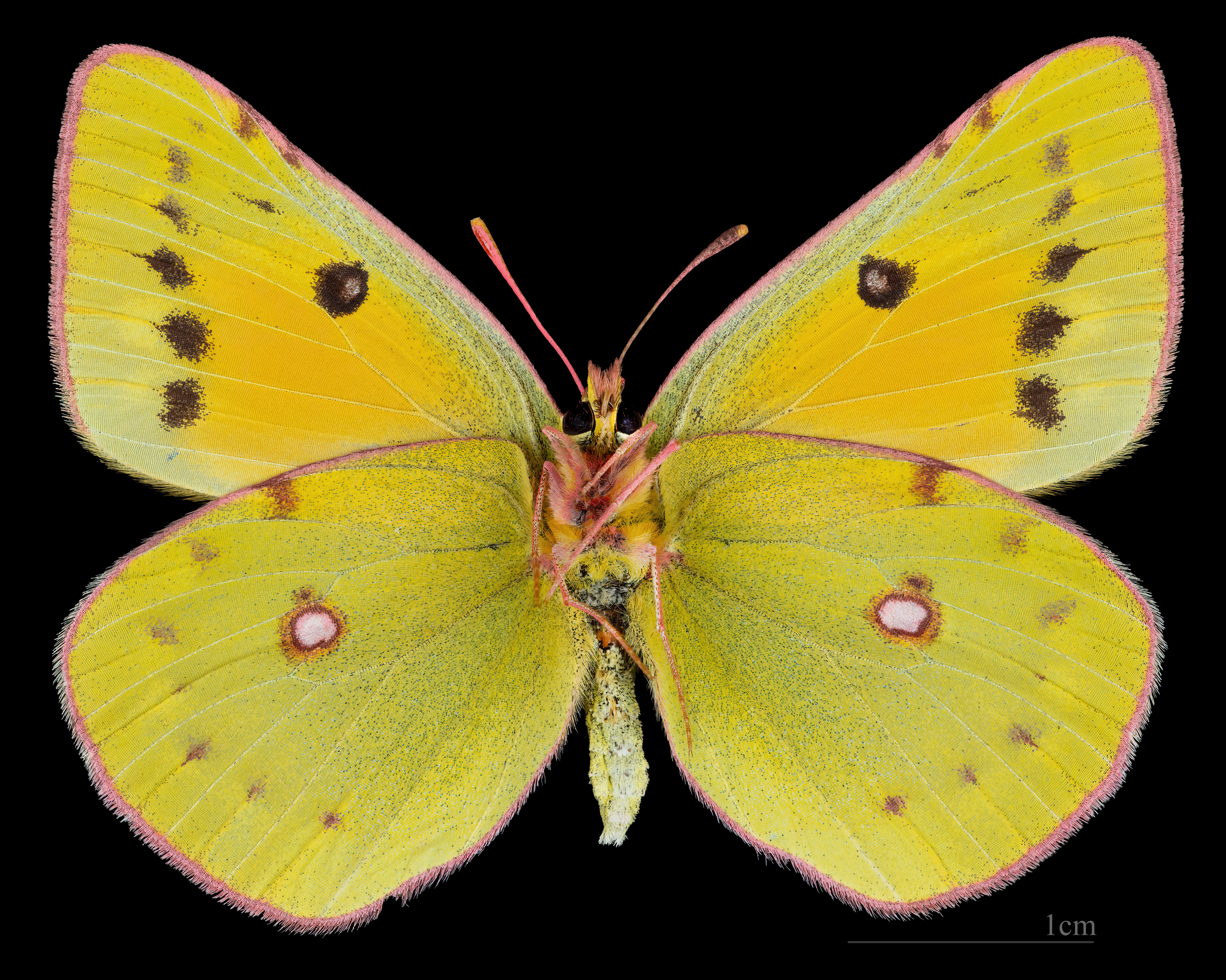
Colias chrysotheme ♀ △

## Subespécies
- Colias chrysotheme chrysotheme (Esper, 1781)
- Colias chrysotheme audre (Hemming, 1833)
- Colias chrysotheme elena (Gorbunov, de 1995)